# Resolució 2004 del Consell de Seguretat de les Nacions Unides
La Resolució 2004 del Consell de Seguretat de les Nacions Unides fou adoptada per unanimitat el 30 d'agost de 2011. Després de recordar les resolucions anteriors sobre Israel i el Líban, incloses les resolucions 425 (1978), 426 (1978), 1559 (2004), 1680 (2006), 1701 (2006), 1773 (2007), 1832 (2008), 1884 (2009) i 1937 (2010) el Consell de Seguretat va ampliar el mandat de la Força Provisional de les Nacions Unides al Líban (UNIFIL) durant altres dotze mesos fins al 31 d'agost de 2012 i va condemnar tots els atacs terroristes contra ella en els termes més enèrgics.
El Consell de Seguretat va instar a totes les parts interessades a respectar el cessament de les hostilitats, evitar qualsevol violació de la Línia Blava i cooperar plenament amb la UNIFIL; alhora instava al govern libanès a investigar els atacs a UNIFIL del 27 de maig i 26 de juliol i portar els culpables davant la justícia. També va instar a les Forces de Defensa d'Israel a retirar-se del nord de Ghajar, i a les Forces Armades Libaneses a coordinar patrulles amb la UNIFIL, alhora que demana al Secretari General una revisió estratègica a final d'any per configurar la UNIFIL de manera més adequada per complir el seu mandat.